# Ferrari 312 T4
Chronologie des modèles (1979)
Ferrari 312 T3 Ferrari 312 T5
La Ferrari 312 T4 est la monoplace de Formule 1 engagée par la Scuderia Ferrari dans le cadre du championnat du monde 1979. Les pilotes sont Jody Scheckter, en provenance de Wolf, et Gilles Villeneuve qui effectue sa troisième saison pour l'écurie. Au terme de la saison, la 312 T4 permet à Ferrari de remporter le titre des constructeurs et à Scheckter celui des pilotes.

## Historique
En 1979, la Scuderia Ferrari obtient six victoires, deux pole positions, six meilleurs tours en course, résultats qui lui permettent de remporter le titre de champion du monde des constructeurs devant Williams. Avec 51 points, Jody Scheckter est sacré champion du monde devant son coéquipier Gilles Villeneuve, 47 points, et Alan Jones, 40 points.
Cette année-là, Ferrari participe également au Grand Prix Dino Ferrari à Imola, épreuve hors-championnat du monde ; Scheckter et Villeneuve finissent troisième et septième.

## Résultats complets en championnat du monde
| Saison | Écurie                     | Moteur                 | Pneus | Pilotes           | Courses | Courses | Courses | Courses | Courses | Courses | Courses | Courses | Courses | Courses | Courses | Courses | Courses | Courses | Courses | Points inscrits | Classement |
| Saison | Écurie                     | Moteur                 | Pneus | Pilotes           | 1       | 2       | 3       | 4       | 5       | 6       | 7       | 8       | 9       | 10      | 11      | 12      | 13      | 14      | 15      | Points inscrits | Classement |
| ------ | -------------------------- | ---------------------- | ----- | ----------------- | ------- | ------- | ------- | ------- | ------- | ------- | ------- | ------- | ------- | ------- | ------- | ------- | ------- | ------- | ------- | --------------- | ---------- |
| 1979   | Scuderia Ferrari SpA SEFAC | Ferrari 015 V12 à 180° | M     |                   | ARG     | BRÉ     | AFS     | EUO     | ESP     | BEL     | MON     | FRA     | GBR     | ALL     | AUT     | P-B     | ITA     | CAN     | EUE     | 113*            | Champion   |
| 1979   | Scuderia Ferrari SpA SEFAC | Ferrari 015 V12 à 180° | M     | Jody Scheckter    |         |         | 2e      | 2e      | 4e      | 1er     | 1er     | 7e      | 5e      | 4e      | 4e      | 2e      | 1er     | 4e      | Abd     | 113*            | Champion   |
| 1979   | Scuderia Ferrari SpA SEFAC | Ferrari 015 V12 à 180° | M     | Gilles Villeneuve |         |         | 1er     | 1er     | 7e      | 7e      | Abd     | 2e      | 14e     | 8e      | 2e      | Abd     | 2e      | 2e      | 1er     | 113*            | Champion   |

Légende : ici 
- * dont 3 points marqués avec la Ferrari 312 T3.